# Battle Beast (album)
Battle Beast è il secondo album in studio dell'omonimo gruppo heavy metal finlandese.
L'album ha avuto un buon successo in Finlandia, raggiungendo la 5ª posizione della Suomen virallinen lista e rimanendo in classifica per 17 settimane. Il gruppo heavy metal svedese Sabaton ha realizzato una cover del brano "Out of Control", inserendola come traccia bonus nell'edizione Digipack pubblicata in Messico dell'album Heroes.

## Tracce
1. Let It Roar – 3:40
2. Out of Control – 3:47
3. Out on the Streets – 2:55
4. Neuromancer – 4:04
5. Raven – 2:52
6. Into the Heart of Danger – 5:26
7. Machine Revolution – 4:05
8. Golden Age – 1:57
9. Kingdom – 5:00
10. Over the Top – 2:37
11. Fight, Kill, Die – 2:44
12. Black Ninja – 3:54
13. Rain Man – 5:12

## Formazione
- Noora Louhimo - voce
- Anton Kabanen - chitarra, cori
- Juuso Soinio - chitarra
- Eero Sipilä - basso, cori
- Janne Björkroth - tastiere
- Pyry Vikki - batteria

## Classifiche
| Classifica (2013) | Posizione massima |
| ----------------- | ----------------- |
| Belgio (Vallonia) | 111               |
| Finlandia         | 5                 |
| Germania          | 82                |
| Svizzera          | 77                |